# Wachstumsförderer
Wachstums- oder Leistungsförderer werden in der Landwirtschaft genutzt um das Wachstum von Nutztieren zu beschleunigen oder die Futterverwertung zu verbessern. Seit 1999 sind antibiotische Leistungsförderer im Tierfutter in der Schweiz und seit 2006 in der EU verboten.
Der Einsatz von Hormonen zur Leistungsförderung ist in der Europäischen Union schon immer verboten.

## Antibiotische Wachstumsförderer
Antibiotika hemmen das Wachstum von Keimen oder töten sie ab. Antibiotische Leistungsförderer wirken auf den Pansen von Wiederkäuern und den Darm von Schweinen und Geflügel. Wachstumsförderer fördern propionsäurebildende Bakterien und hemmen Essig- und Milchsäurebilder.
Als antibiotischen Leistungsförderer waren in Europa nur solche Substanzen zugelassen, die nicht in der Humanmedizin verwendet werden. Dadurch soll einer Resistenzbildung vorgebeugt werden. Um Resistenzbildungen völlig auszuschließen, sind seit 2006 alle antibiotischen Leistungsförderer in Europa verboten und werden nicht mehr eingesetzt.
Antibiotische Wachstumsförderer können die Methanbildung im Rinderpansen reduzieren und so helfen Treibhausgase zu vermeiden.
Weltweit zu den größten Verbrauchern zählen Indien, China, Brasilien und die USA.

## Probiotische Wachstumsförderer
Probiotische Wachstumsförderer beeinflussen die Darmflora, indem sie erwünschte Darmmikroben fördern und mit unerwünschten um Nährstoffe konkurrieren, um sie zu hemmen. Ihre Wirkung setzt daher erst verzögert ein. Als probiotische Leistungsförderer werden Milchsäurebakterien oder Hefen und Inulin eingesetzt.